# Salvatore Maranzano
Salvatore Maranzano (em italiano: [salvaˈtoːre maranˈtsaːno]; Castellammare del Golfo, 31 de julho de 1886 – Nova Iorque, 10 de setembro de 1931), apelidado de Little Caesar, foi um mafioso ítalo-americano, nascido na cidade de Castellammare del Golfo, na Sicília, e um dos primeiros chefes da Cosa Nostra que liderou o que mais tarde se tornaria a Família Bonanno na cidade de Nova Iorque. Ele instigou a Guerra Castellammarese em 1930 para tomar o controle da Cosa Nostra Americana, vencendo a guerra após o assassinato do chefe da facção rival, Joe Masseria, em abril de 1931.

## Vida e carreira

### Anos iniciais
Salvatore Maranzano era o mais novo dos 12 filhos de Domenico Maranzano e Antonina Pisciotta. Cinco de seus irmãos viveram até a idade adulta: Mariano, Angelo, Nicolo, Giuseppe e Angela. Quando jovem, Maranzano queria se tornar padre e até estudou para se tornar um, mas depois se associou à Máfia em sua terra natal. Maranzano tinha uma presença muito imponente e era muito respeitado por seus pares no mundo criminal. Ele tinha um fascínio por Júlio César e o Império Romano, e gostava de conversar com seus colegas menos educados da Cosa Nostra Americana sobre esses assuntos. Por isso, ele foi apelidado de Little Caesar ("Pequeno César") pelos seus colegas do submundo.
Maranzano emigrou da Sicília para os Estados Unidos na década de 1920, estabelecendo-se no Brooklyn. O mafioso siciliano Don Vito Ferro decidiu fazer uma oferta pelo controle das operações da Máfia nos Estados Unidos. De sua base em Castellammare del Golfo, Maranzano foi enviado para tomar o controle. Enquanto construía um negócio legítimo como corretor imobiliário, Maranzano também mantinha um crescente negócio de contrabando, usando a imobiliária como fachada para suas operações ilegais. Ele logo se envolveu com prostituição e contrabando ilegal de narcóticos; ele também gostou de um jovem, Joe Bonanno, tornando-se seu mentor.

### Guerra Castellammarese
Para proteger o império criminoso que Maranzano havia construído, ele declarou guerra ao seu rival Joe Masseria, o capo di tutti capi (chefe dos chefes), em 1930, dando início à Guerra Castellammarese. No início de 1931, Lucky Luciano decidiu eliminar seu chefe, Masseria. Em um acordo secreto com Maranzano, Luciano concordou em arquitetar a morte de Masseria em troca de receber suas extorsões e se tornar o segundo em comando de Maranzano. Em 15 de abril, Luciano convidou Masseria e outros dois associados para almoçar em um restaurante em Coney Island. Após terminarem a refeição, os mafiosos decidiram jogar cartas. Nesse ponto, segundo a lenda da máfia, Luciano foi ao banheiro. Quatro homens armados – Vito Genovese, Albert Anastasia, Joe Adonis e Bugsy Siegel – então entraram na sala de jantar e atiraram e mataram Masseria. Com a bênção de Maranzano, Luciano assumiu a gangue de Masseria e se tornou tenente de Maranzano.

### Il Capo di Tutti Capi
Com a morte de Masseria, Maranzano reorganizou as gangues ítalo-americanas de Nova Iorque nas Cinco Famílias, lideradas por Luciano, Joe Profaci, Tommy Gagliano, Vincent Mangano e ele mesmo. Cada família teria um chefe, subchefe, capos, soldados e associados. As famílias ("homens feitos") seriam compostas apenas por membros ítalo-americanos de sangue puro, enquanto os associados poderiam vir de qualquer origem. No entanto, Maranzano convocou uma reunião de chefes do crime em Wappingers Falls, em Nova Iorque, e se declarou capo di tutti capi (chefe dos chefes). Maranzano também reduziu as rackets das famílias rivais em favor da sua. Luciano pareceu aceitar essas mudanças, mas estava apenas esperando o momento certo antes de remover Maranzano. Embora Maranzano fosse um pouco mais vanguardista que Masseria, Luciano passou a acreditar que Maranzano era ainda mais ganancioso e conservador do que Masseria.
As intrigas de Maranzano, seu tratamento arrogante com seus subordinados e sua predileção por comparar sua organização ao Império Romano (ele tentou modelar a organização segundo a cadeia de comando militar de César) não agradaram a Luciano e seus amigos ambiciosos, como Vito Genovese, Frank Costello e outros. Apesar de sua defesa de métodos modernos de organização, incluindo equipes de soldados realizando a maior parte do trabalho ilegal de uma família sob a supervisão de um caporegime, no fundo Maranzano era um Mustache Pete — um mafioso da velha guarda, muito apegado aos costumes do Velho Mundo. Ele se opôs à parceria de Luciano com gangsters judeus como Meyer Lansky e Bugsy Siegel. Luciano e seus colegas tinham a intenção o tempo todo de esperar o momento certo antes de se livrar de Maranzano.

### Morte
Em setembro de 1931, Maranzano percebeu que Luciano era uma ameaça e contratou Vincent Mad Dog Coll, um gângster irlandês, para matá-lo. Entretanto, Tommy Lucchese alertou Luciano de que ele estava marcado para morrer. Em 10 de setembro, Maranzano ordenou que Luciano e Genovese fossem ao seu escritório no New York Central Building (hoje Helmsley Building), na 230 Park Avenue, em Manhattan. Convencido de que Maranzano planejava assassiná-los, Luciano decidiu agir primeiro. Ele enviou ao escritório de Maranzano quatro gangsters judeus cujos rostos eram desconhecidos para o povo de Maranzano. Eles tinham sido protegidos com a ajuda de Lansky, Siegel e Gambino. Disfarçados de agentes do governo, dois dos gangsters desarmaram os guarda-costas de Maranzano. Os outros dois, auxiliados por Lucchese, que estava lá para apontar Maranzano, esfaquearam o chefe várias vezes antes de atirar nele. Este assassinato foi o primeiro do que mais tarde seria chamado de "Noite das Vésperas sicilianas". Embora houvesse poucas objeções se Luciano se declarasse capo di tutti capi, ele aboliu o título, acreditando que a posição criaria problemas entre as famílias e o tornaria alvo de outro desafiante ambicioso. Luciano posteriormente criou A Comissão para servir como órgão regulador do crime organizado. Maranzano está enterrado no Cemitério Saint John, no Queens, em Nova Iorque, perto do túmulo de Luciano.

## Cultura popular
- O filme Little Caesar, de 1931, estrelado por Edward G. Robinson, foi, em parte, baseado em Salvatore Maranzano.[35]
- Maranzano desempenha um pequeno papel fictício em O Poderoso Chefão, de Mario Puzo. Maranzano recusou a proposta de Don Vito Corleone de compartilhar seu monopólio de jogo na cidade de Nova Iorque, em troca de contatos policiais e políticos e expansão para o Brooklyn e o Bronx. Maranzano providenciou que dois dos pistoleiros de Al Capone viessem para Nova Iorque e acabassem com Corleone. Por meio de seus contatos em Chicago, Corleone descobriu e enviou Luca Brasi para assassinar os pistoleiros. Com Capone fora de cena, a grande guerra da máfia de 1933 começou para valer. Desesperado por paz, Maranzano concordou em se sentar em um restaurante no Brooklyn, onde foi morto por Salvatore Tessio, um capitão da família Corleone. Depois, Corleone assumiu a organização de Maranzano e realizou uma reunião para reorganizar a Máfia Americana, algo que o Maranzano da vida real fez.[36]
- No filme The Valachi Papers, de 1972, Maranzano é interpretado por Joseph Wiseman.[37]
- Na minissérie da NBC de 1981, The Gangster Chronicles, Maranzano é interpretado por Joseph Mascolo.[38]
- No filme Mobsters de 1990, Maranzano é interpretado por Michael Gambon, mas é conhecido como "Faranzano". Sua morte também é diferente neste filme, já que "Faranzano" foi jogado da janela de um prédio no filme.[39]
- No filme Lansky de 1999, Maranzano é interpretado por Ron Gilbert.[40]
- No filme Bonanno: A Godfather's Story, de 1999, da Lifetime, Maranzano é interpretado por Edward James Olmos.[41]
- No episódio "Immortal Sins" de Torchwood de 2011, Maranzano é interpretado por Cris D'Annunzio.[42]
- Na quinta temporada de Boardwalk Empire, Maranzano é retratado por Giampiero Judica. No show, seu assassinato é retratado como sendo ordenado por Nucky Thompson, e o irmão de Nucky, Eli, é um dos pistoleiros participantes, acabando com Maranzano atirando em sua cabeça.[43]
- No filme Lansky de 2021, Maranzano é interpretado por Jay Giannone. No filme, Meyer Lansky está presente na sala antes de Bugsy Siegel esfaqueá-lo até a morte.[44]